# أكادير إدا أوسوال (تقي)
أكادير إدا أوسوال هي إحدى مشيخات المملكة المغربية، تتبع جغرافيا لعمالة أكادير إدا وتنان وإداريًا لتقي. يقدر عدد سكانها بـ 986 نسمة حسب الإحصاء الرسمي للسكان والسكنى لسنة 2004.